# Joodse begraafplaats ('s-Heerenberg)

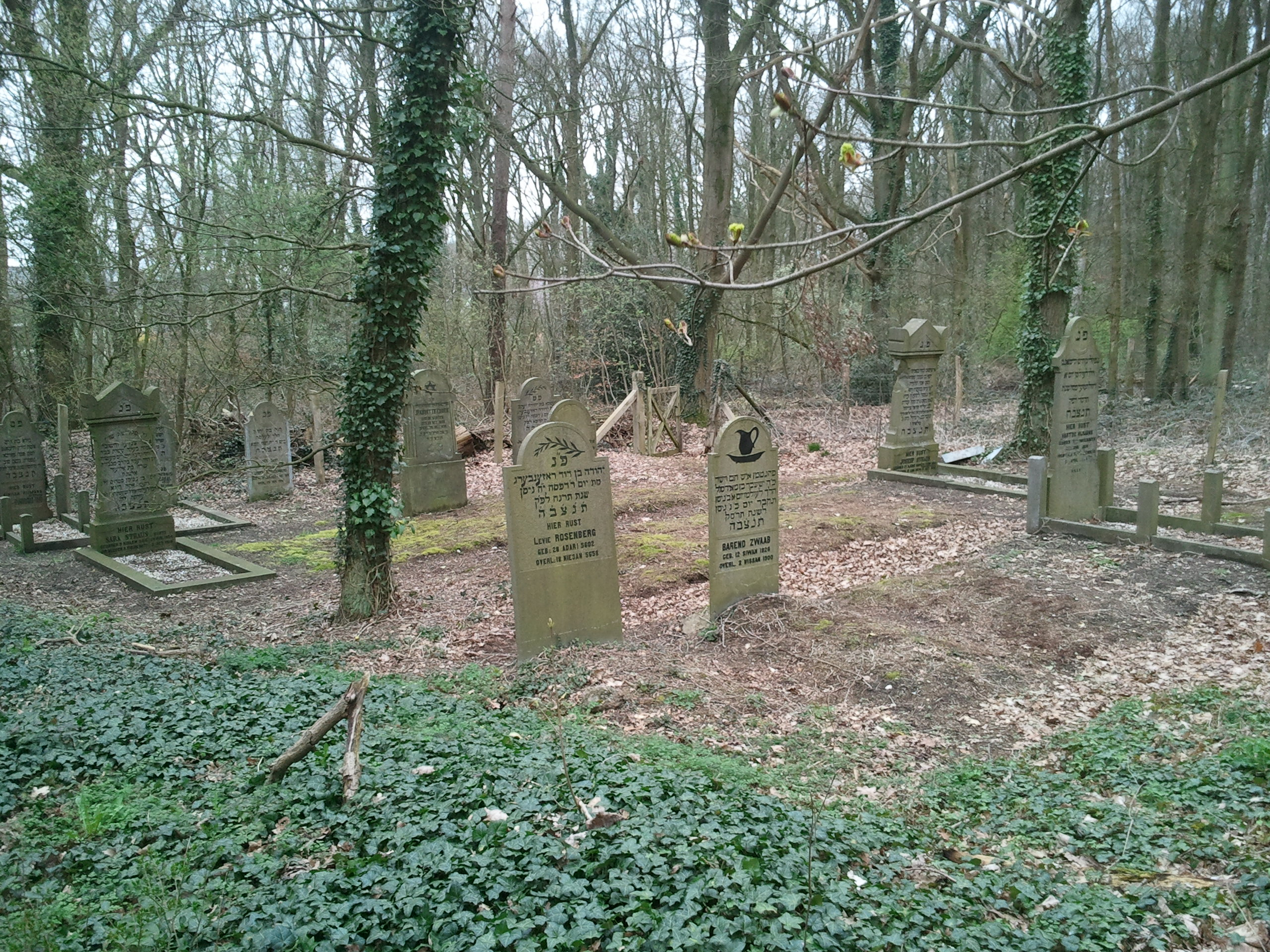
De begraafplaats in 2011

De Joodse begraafplaats 's-Heerenberg aan de Zeddamseweg te 's-Heerenberg is omstreeks 1752 in gebruik genomen. Dit jaartal wordt genoemd in een rechtbankverslag uit 1765. Ze wordt lokaal het Jodenkerkhof genoemd. De begraafplaats is sinds 2002 een gemeentelijk monument.
De begraafplaats is nagenoeg vol, maar oogt leeg omdat de meeste grafstenen in de loop der tijd verdwenen zijn. In augustus 1911 is er een grafsteen gebroken bij een brand van de verdroogde begroeiing op de begraafplaats. Sindsdien stonden er 22 grafstenen, maar bij renovatiewerk in 2021 is een weggezakte grafsteen ontdekt. Die is na schoonmaken en restauratie herplaatst, zodat het aantal nu 23 is. 
Alle grafstenen staan rechtop en zijn gericht naar het oosten. De negen oudste stenen hebben alleen een Hebreeuwse tekst, de latere zowel een Hebreeuws als een Nederlands opschrift. Een grafsteen heeft een Duitse tekst.

## Na de Tweede Wereldoorlog
Na de Tweede Wereldoorlog was het voor de resterende Joodse gemeenschap in Nederland onmogelijk om alle ongeveer 230 Joodse begraafplaatsen goed te onderhouden, ook die in de toenmalige gemeente Bergh niet. De begraafplaats werd overgedragen aan de Israëlitische gemeente in het naburige Doetinchem. Die stelde de gemeente Bergh per brief voor om in ruil voor het onderhoud van de begraafplaats een bijzonder geschenk te aanvaarden. Het ging om het laatst aantoonbare bezit uit de synagoge van de Joodse gemeente van 's-Heerenberg. Dit was de kaarsenkroon die reeds lang in het gemeentehuis hing. Het gemeentebestuur accepteerde het geschenk in 1949 in dank. Hoewel de gemeente Bergh in 2005 is opgegaan in de gemeente Montferland, hangt de kaarsenkroon nog steeds in het voormalige gemeentehuis.
In 1958 werd de naastgelegen algemene begraafplaats geruimd voor de bouw van een brandweerkazerne. Het bijbehorende lijkenhuisje, dat door de Joodse gemeenschap ook was gebruikt als metaheerhuis, is daarna nog blijven staan tot het in 1996 afgebroken werd.

## De renovatie van 2021
De begraafplaats was in de loop der tijd deels overwoekerd geraakt door bomen en struiken. In 2019 nam de Heemkundekring Bergh het initiatief tot renovatie. De gemeente Montferland, de Stichting Huis Bergh en het Nederlands-Israëlitisch Kerkgenootschap (NIK), eigenaar van de begraafplaats, werkten hier aan mee.
In 2021 was de renovatie voltooid. Bomen en struiken waren verwijderd, paden hersteld en de afrastering vernieuwd. Er werden vier educatieve panelen geplaatst. Het eerste geeft informatie over de begraafplaats als geheel en het tweede over de graven. Op beide twee panelen staat de geschiedenis van een van de hier begraven overledenen en het lot van hun kinderen en kleinkinderen in de Tweede Wereldoorlog.
Sinds de renovatie is het onderhoud van de begraafplaats toevertrouwd aan de serviceclub Rotary Bergh.